# Euchromia auranticincta
Euchromia auranticincta là một loài bướm đêm thuộc phân họ Arctiinae, họ Erebidae.